# Хызаль, Сениха Хафыз
Сениха Хафыз Хызаль (1897 — 22 июня 1985) — турецкий педагог и политик. Одна из первых 18 женщин-членов Великого национального собрания Турции.

## Биография
Сениха Хафыз родилась в семье Хафыза и его жены Хюснийе в Адапазарах в 1897 году. После получения начального образования в школе Фатих, окончила училище и педагогический колледж. В 1918 году окончила Стамбульский университет, став одной из первых окончивших его женщин.
После принятия в 1934 году закона о фамилиях взяла фамилию Хызаль. В браке не состояла. Умерла 22 июня 1985 года.

### Карьера
После окончания университета работала в сфере образования. В частности преподавала биологию в женском лицее Эренкёй, также занимала должность инспектора в сфере образования.
В 1931 году основала школу «Новая Турция (тур. Yeni Türkiye)» в Шишли и вплоть до начала политической карьеры занимала место её директора.
Была номинирована в Великое национальное собрание от республиканской народной партии. В 1935 году была избрана от ила Трабзон и стала одной из первых 18 женщин-членов Великого национального собрания Турции. Во время членства входила в состав ряда комитетов, в том числе комитета в сфере образования. 13 июня 1936 года вошла в состав Общественного конгресс по защите детей и была избрана в состав его правления. Не была переизбрана на следующих выборах, поэтому политическая карьера Хызаль окончилась 3 апреля 1939 года.
После этого до 1954 года вновь работала в сфере образования.